# Francesco Antonio Balduini
Francesco Antonio Balduini (falecido em 1539) foi um prelado católico romano que serviu como bispo de Alessano (1531–1539).

## Biografia
No dia 15 de novembro de 1531, Francesco Antonio Balduini foi nomeado durante o papado de Clemente VII como Bispo de Alessano, onde serviu como bispo até à sua morte em 1539.